# Raión de Zolotújino
El raión de Zolotújino (ruso: Золоту́хинский райо́н) es un distrito administrativo y municipal (raión) ruso perteneciente a la óblast de Kursk. Se ubica en el norte de la óblast. Su capital es Zolotújino.
En 2021, el raión tenía una población de 21 151 habitantes.
El raión es limítrofe al noreste con la óblast de Oriol.

## Subdivisiones
Comprende el asentamiento de tipo urbano de Zolotújino (la capital, que forma un ayuntamiento urbano sin pedanías) y 136 localidades rurales. A efectos de autogobierno local (descentralización), estas últimas se agrupan en nueve asentamientos rurales, que reciben el nombre tradicional de selsovet (сельсовет), y que son los siguientes:
- Anúfriyevka (sede del ayuntamiento en 2-ya Kazanka)
- Apalkovo
- Budánovka
- Dmítriyevka
- Donskoye (sede del ayuntamiento en la capital distrital)
- 1-e Novospáskoye
- Svoboda
- Sólnechni
- Tazovo

El actual mapa de autogobierno local data de varias fusiones de ayuntamientos que tuvieron lugar en 2010. Sin embargo, a efectos de división territorial de los órganos internos federales y de la óblast (desconcentración), se sigue dividiendo en los veinte gobiernos locales que se habían definido en 2004, y que crearon sus ayuntamientos conforme a dicho mapa en 2006. Los diez selsovety que siguen existiendo como áreas administrativas, pero desde 2010 sin ayuntamiento, son:

- 1-ya Vorobyovka (integrado en Budánovka)
- Gremiachka (integrado en Budánovka)
- Shestopalovo (integrado en Budánovka)
- Sedmijovka (integrado en Anúfriyevka)
- Beli Kolódez (integrado en Anúfriyevka)
- "Bereitinovo" (integrado en Anúfriyevka)
- Revoliutsiónnoye (integrado en Donskoye)
- Fentisovo (integrado en Donskoye)
- Ziborovo (integrado en Dmítriyevka)
- Sérguiyevskoye (integrado en Dmítriyevka)